# 吉住弘
吉住 弘（よしずみ ひろし、1941年〈昭和16年〉5月10日 - 2015年〈平成27年〉1月7日）は、日本の政治家。位階は従四位。東京都台東区長（3期）、東京都議会議員（1期）、台東区議会議員（7期）などを務めた。

## 概要
現在の東京都台東区生まれ。専修大学経済学部卒業。
山田久就元衆議院議員の秘書を務める。
台東区議会議員7期、区議会議長、東京都議会議員1期を経て、2003年2月の台東区長選挙に自由民主党公認で出馬し、当選を果たした。
2007年3月の区長選では無所属で自民党の推薦を受け再選。
2011年の台東区長選挙に際しては、3選出馬し「長期政権」を目指す吉住に対し、参議院議員や経済産業副大臣を務めた国政経験の豊富な保坂三蔵も立候補の意向を表明。自民党台東総支部は、票の分散を防ぐための予備選を実施し、結果予備選では保坂が当選する。しかし吉住は予備選敗北を認めようとせず離党勧告を受け自民党を離党。無所属で台東区長選に出馬し3選した。
2014年12月17日に健康上の理由により、2015年の第18回統一地方選挙で執行される予定であった台東区長選挙に出馬せずに3期目の任期満了で退任する意向を明らかにしていた。しかし年が明けた2015年1月7日に永寿総合病院にて肝細胞癌により現職区長のまま急逝。73歳没。没後、従四位に追叙され、旭日中綬章を追贈された。